# Yes vous aime
Yes vous aime est un collectif d'humoristes français créé en 2012 et composé de Moustafa Benaïbout, Pauline Clément, Johann Cuny, Bertrand Usclat, Fabien Lamadie et Guillaume Crémonèse. Ils réalisent des vidéos qu'ils diffusent sur YouTube, Facebook et la chaîne de télévision Comédie+, avec parfois un message engagé.
Louise Coldefy est membre du groupe jusqu'en 2016. Yes vous aime réalise aussi plusieurs séries, parmi lesquelles Abonne-toi en 2019.

## Composition
Sauf indication contraire, les informations mentionnées dans cette section peuvent être confirmées par la base de données cinématographiques IMDb,  présente dans la section « Liens externes ».
- Réalisation : Guillaume Crémonèse, Fabien Lamadie
- Scénario : Moustafa Benaibout, Pauline Clément, Louise Coldefy, Guillaume Crémonèse, Johann Cuny, Fabien Lamadie, Bertrand Usclat
- Production : Guillaume Crémonèse
- Montage : Fabien Lamadie (pour les séries Duplex et Abonne-toi : Cécile Nicouleaud)
- Chef opérateur : Fabien Lamadie
- Comédiens : Moustafa Benaibout, Pauline Clément de la Comédie-Française, Louise Coldefy, Johann Cuny, Bertrand Usclat

Les réalisations de Yes vous aime sont produites par Comédie+, Canal+ et Studio Bagel Productions.

## Historique
Yes vous aime est créé en 2012 par des anciens élèves du Conservatoire national supérieur d'art dramatique. Louise Coldefy est alors membre de l'équipe, qu'elle quitte en 2016. Leur première vidéo, Comment embrasser une fille en moins de 5 secondes, sort en octobre 2013. Il s'agit d'une satire d'une vidéo sexiste de l'animateur radio Guillaume Pley dont le but était d'« embrasser une inconnue en dix secondes ». Le groupe sort ensuite une série d'une quinzaine de vidéos, Duplex, une caricature des chaînes d'information en continu.
En 2016, le collectif diffuse au festival de Cannes puis sur Comédie+ une série produite par Studio Bagel parodiant les conférences de presse de cinéma, La conf de presse. À la fin de l'année, Louise Coldefy et Bertrand Usclat sont les héros de la web-série Il revient quand Bertrand ? d'ARTE Creative,, réalisée par Guillaume Crémonèse.
Le groupe sort fin octobre 2016 une chanson intitulée Ferme ta gueule sur Facebook qui demande au « 1 % des gens inscrits sur Facebook qui pourrissent la vie des 99 % autres » de se taire,. Le clip réalise 50 000 vues sur YouTube et 15 000 partages sur Facebook en une semaine, ce qui est alors un des meilleurs démarrages du collectif.
En 2017, le groupe réalise trois émissions de télévision parodiques pour Comédie+, faites entièrement de sketchs, sous le nom de Je dis ça je dis rien. Plusieurs extraits sont diffusés sur YouTube et Facebook et sont remarqués par la presse. Parmi eux, le faux reportage Le bonheur au travail ! critique, à travers la fausse startup « Yoopi », l'univers présenté comme jeune et agréable de ces nouvelles entreprises, qui peut cacher de mauvaises conditions de travail. Il s'inspire de sociétés comme Google ou Netflix. Un autre extrait, Top Chirurgie, une parodie de l'émission de cuisine Top Chef tournée avec Justine Le Pottier et Vincent Tirel, est leur plus grand succès en nombre de vues, culminant à 2,6 millions de vues début 2019.
En 2018, Pauline Clément et Bertrand Usclat proposent sur la chaîne trois vidéos intitulées Nina t'explique, parodiant les vlogs existant sur YouTube. Le collectif Yes vous aime est candidat en novembre de la même année à l'émission La France a un incroyable talent. Moustafa Benaibout, Johann Cuny et Bertrand Usclat y jouent un trio de crooners, les Gentlemen Connexion, chantant Ma bite, une ode à leur organe génital, avant que Pauline Clément ne les interrompe pour chanter Ma chatte. Le sketch dénonce les inégalités femme-homme et la masculinité toxique,. Ma bite avait été publiée sur YouTube pour la première fois en 2015 et totalise un million et demi de vues fin 2018. En 2018 toujours, Bertrand Usclat joue le premier rôle de la web-série de Studio 4 Preview, réalisée par Émilien Paron.
Yes vous aime diffuse hebdomadairement à partir de mars 2019 Abonne-toi, une web-série d'introspection de sept épisodes qui retrace les débuts du collectif, où chacun joue son propre rôle,. Le collectif fictif Yes vous aime doit atteindre 500 000 abonnés en une semaine pour ne pas être renvoyé par son producteur. Il demande alors l'aide de Seb la Frite, Marion Seclin ou des Parasites. Abonne-toi est écrit par Bertrand Usclat et Guillaume Crémonèse, qui en est aussi le réalisateur,. Pablo Maillé de Télérama décrit le premier épisode de la série comme « grinçant », « irrésistible », avec de la « finesse d'écriture » et de la « justesse de jeu ». Il la compare à la série Platane d'Éric Judor et Hafid F. Benamar.
En 2018 commence le programme Broute, une parodie des vidéos du média Brut mettant surtout Bertrand en scène, critiquant l'actualité et son traitement souvent en moins de 3 minutes. D'abord de petites pastilles indépendantes pour les réseaux sociaux, le concept plaît tellement que Canal+ finit par produire l'émission avec plus de moyens. Ces épisodes sortent sur les canaux Internet de Yes Vous Aime de 2019 à 2022 à un rythme très soutenu, parfois moins de deux jours après les faits parodiés. Le succès est au rendez-vous, certains épisodes comptent plusieurs millions de vues. Le concept revient plus tard sous la forme de Broute 24, des épisodes plus longs de 15 minutes sortant à un rythme plus mensuel, diffusés exclusivement sur les réseaux de Canal+ cette fois-ci.